# Област Хигашимороката
Област Хигашимороката (東諸県郡 Higashimorokata-gun) се налази у префектури Мијазаки, Јапан. 
2003. године, у области Хигашимороката живело је 42.283 становника и густину насељености од 114,12 становника по км². Укупна површина је 370,50 км².

## Вароши и села
- Аја
- Кунитоми

## Спајања
- Од 1. јануара 2006. године, варош Такаока спојена је у град Мијазаки.